# 2014年希臘
下面列出2014年在希臘發生的事件。

## 在任
- 總統: 卡羅洛斯·帕普利亞斯
- 總理: 安東尼斯·薩馬拉斯

## 大事紀

### 5月
- 5月24日 - 愛琴海中發生芮氏規模6.4級的地震[1]。

### 11月
- 11月27日 - 希臘工會開始大範圍罷工，以抗議政府的持續緊縮措施，包括公共醫療部門、教育部門、和運輸服務部門等都受到影響[2]。

### 12月
- 12月23日  - 2014–15年希臘總統選舉的第二輪投票在今天展開。[3]
- 12月28日 - 義大利籍郵輪諾曼大西洋號（MS Norman Atlantic），在由希臘往義大利途中，於科孚島西北44海浬處發生事故起火，已知有150人登上救生艇，乘員總數466人[4][5]。